# Налог на экспатриацию
Налог на экспатриацию или налог на эмиграцию — это налог для лиц, которые перестают быть налоговым резидентом в стране. Этот налог часто принимает форму налога на прирост капитала против нереализованной прибыли, относящейся к периоду, в котором налогоплательщик был налоговым резидентом соответствующей страны. В большинстве случаев налог на экспатриацию взимается при смене места жительства или обычного места жительства; в Соединённых Штатах, которые являются одной из трёх стран (Эритрея и Мьянма — другие страны), которые по существу облагают налогом своих иностранных граждан, налог применяется при отказе от американского гражданства, в дополнение ко всем ранее уплаченным налогам.

## Канада
Канада вводит «налог на выезд» для тех, кто перестает быть налоговым резидентом Канады. Налог на выезд — это налог на прирост капитала, который возник бы, если бы эмигрант продал активы после отъезда из Канады («предполагаемая продажа»), за исключением некоторых случаев. Однако в Канаде, в отличие от США, прирост капитала обычно основан на разнице между рыночной стоимостью на дату прибытия в Канаду (или последующего приобретения) и рыночной стоимостью на дату отъезда.

## Эритрея
Эритрея взимает налог на доход в 2 % со всех эритрейцев, проживающих за пределами Эритреи. Эта мера подверглась критике со стороны правительства Нидерландов, которое выслало из-за неё высокопоставленного эритрейского дипломата.

## Германия
В декабре 1931 года был введён налог на побег из Рейха как часть более масштабного чрезвычайного декрета с целью остановить отток капитала в нестабильный межвоенный период. После того, как нацисты захватили власть в 1933 году, нацистское правительство в значительной степени использовало налог для конфискации активов у преследуемых людей (в основном евреев), которые пытались бежать из нацистской Германии.
Сегодня в определённых ситуациях акции корпораций рассматриваются как налогооблагаемый доход при постоянном переезде за границу.

## Нидерланды
У Нидерландов есть соглашения с Бельгией и Португалией, позволяющие им взимать налог на эмиграцию с голландцев, которые переезжают в эти страны. Цель состоит в том, чтобы обложить налогом лиц, которые переезжают за границу и обналичивают безналоговое повышение своих голландских пенсий. Однако в 2009 году Верховный суд Нидерландов постановил, что Налоговое и таможенное управление не может взимать налог на эмиграцию с голландца, который переехал во Францию в 2001 году.

## Норвегия
Норвегия облагает налогом на эмиграцию нереализованный прирост капитала в том виде, в каком он появляется в день отъезда, если нереализованный прирост превышает 500 000 норвежских крон. Налог может быть отложен без обеспечения, если субъект имеет место жительства в другом государстве-члене ЕЭЗ, и с обеспечением в противном случае. Если облагаемая налогом прибыль не будет реализована в течение пяти-летнего периода, будет считаться, что эмиграция не была мотивирована налоговыми целями, и налог будет отменен или возвращен.

## ЮАР
Нынешний налоговый режим на выезд из ЮАР действует совместно с валютным контролем этой страны. Лицо, являющееся резидентом ЮАР в соответствии с законодательством о валютном контроле (лицо, постоянно проживающее или проживающее в ЮАР), может изменить статус, чтобы стать эмигрантом, если это лицо покидает общую валютную зону (ЮАР, Намибия, Свазиленд и Лесото), чтобы получить постоянное место жительства в другой стране. Один эмигрант может экспатриировать активы на сумму до 4 миллионов южноафриканских реалов без платы за выезд, в то время как его семья имеет право на удвоенную сумму. Эмигрант должен задекларировать все активы по всему миру у официального дилера Южноафриканского резервного банка и получить справку об освобождении от уплаты налогов в Налоговой службе Южной Африки.

## Испания
В декабре 2014 года было объявлено о новом «налоге на выезд», который регулируется 95 статьёй Закона о подоходном налоге. Это относится к выезжающим налогоплательщикам-резидентам Испании с акциями на сумму более 4 миллионов евро или 1 миллиона, если они владеют долей в 25 % одного предприятия, а затем переносят свое обычное место жительства за пределы Испании, если они ранее проживали в Испании 10 из последних 15 лет.

## США
В отличие от всех других стран, за исключением Эритреи и Венгрии (с оговорками), Соединённые Штаты облагают налогом своих граждан на доходы по всему миру, даже если они постоянно проживают в другой стране. Чтобы предотвратить уклонение от уплаты налогов путем отказа от гражданства, Соединенные Штаты вводят налог на экспатриацию для состоятельных и высокодоходных лиц, которые отказываются от гражданства США. Налог также распространяется на законных постоянных жителей или владельцев грин-карт, которые считаются «долгосрочными резидентами». Налоговый кодекс определяет долгосрочного резидента как любое физическое лицо, которое является законным постоянным жителем США не менее 8 налогооблагаемых лет из 15 налогооблагаемых лет, заканчивающихся налогооблагаемым годом, в течение которого происходит экспатриация.